# Cazaquistão nos Jogos Olímpicos de Verão de 2012
O Cazaquistão competiu nos Jogos Olímpicos de Verão de 2012, que aconteceram na cidade de Londres, no Reino Unido, de 27 de julho até 12 de agosto de 2012.
Alexander Vinokourov, na prova de ciclismo de estrada masculina, conquistou a primeira medalha - de Ouro - de 2012 para o Cazaquistão.

## Medalhas
| Atleta               | Esporte        | Evento                       | Medalha |
| -------------------- | -------------- | ---------------------------- | ------- |
| Alexander Vinokourov | Ciclismo       | Corrida em estrada masculina | Ouro    |
| Ilya Ilin            | Halterofilismo | Até 94 kg masculino          | Ouro    |
| Zulfiya Chinshanlo   | Halterofilismo | Até 53 kg feminino           | Ouro    |
| Maiya Maneza         | Halterofilismo | Até 63 kg feminino           | Ouro    |
| Svetlana Podobedova  | Halterofilismo | Até 75 kg feminino           | Ouro    |

## Desempenho

### Atletismo
Os atletas cazaques alcançaram a qualificação para os seguintes eventos de atletismo (máximo de 3 atletas em cada prova com os mínimos 'A', e 1 para os mínimos 'B')
Homens
Provas de pista e de estrada
| Atleta              | Evento                | Eliminatórias | Eliminatórias | Quartos-de-Final | Quartos-de-Final | Semi-Final | Semi-Final | Final     | Final |
| Atleta              | Evento                | Resultado     | Pos.          | Resultado        | Pos.             | Resultado  | Pos.       | Resultado | Pos.  |
| ------------------- | --------------------- | ------------- | ------------- | ---------------- | ---------------- | ---------- | ---------- | --------- | ----- |
| Vitaliy Anichkin    | 50 km marcha atlética | —             | —             | —                | —                | —          | —          |           |       |
| Artem Kosinov       | 3000 m com obstáculo  |               |               | —                | —                | —          | —          |           |       |
| Viktor Leptikov     | 400 m hurdles         |               |               | —                | —                |            |            |           |       |
| Vyacheslav Muravyev | 200 m                 |               |               |                  |                  |            |            |           |       |
| Georgiy Sheiko      | 20 km marcha atlética | —             | —             | —                | —                | —          | —          |           |       |
| Sergey Zaikov       | 400 m                 |               |               | —                | —                |            |            |           |       |

Provas de campo
| Atleta          | Evento         | Qualificação | Qualificação | Final     | Final   |
| Atleta          | Evento         | Distância    | Posição      | Distância | Posição |
| --------------- | -------------- | ------------ | ------------ | --------- | ------- |
| Yevgeniy Ektov  | Salto triplo   |              |              |           |         |
| Nikita Filippov | Salto com vara |              |              |           |         |
| Roman Valiyev   | Salto triplo   |              |              |           |         |

Provas combinadas – Decatlo
| Atleta        | Evento    | 100 m | LJ | SP | HJ | 400 m | 110H | DT | PV | JT | 1500 m | Final | Pos. |
| ------------- | --------- | ----- | -- | -- | -- | ----- | ---- | -- | -- | -- | ------ | ----- | ---- |
| Dmitry Karpov | Resultado |       |    |    |    |       |      |    |    |    |        |       |      |
| Dmitry Karpov | Pontos    |       |    |    |    |       |      |    |    |    |        |       |      |

Senhoras
Provas de pista e de estrada
| Atleta                | Evento                | Eliminatória | Eliminatória | Quartos-de-Final | Quartos-de-Final | Semi-Final | Semi-Final | Final     | Final |
| Atleta                | Evento                | Resultado    | Pos.         | Resultado        | Pos.             | Resultado  | Pos.       | Resultado | Pos.  |
| --------------------- | --------------------- | ------------ | ------------ | ---------------- | ---------------- | ---------- | ---------- | --------- | ----- |
| Tatyana Azarova       | 400 m barreiras       |              |              | —                | —                |            |            |           |       |
| Olga Bludova          | 100 m                 |              |              |                  |                  |            |            |           |       |
| Nataliya Ivoninskaya  | 100 m com barreiras   |              |              |                  |                  |            |            |           |       |
| Ayman Kozhakhmetova   | 20 km marcha atlética | —            | —            | —                | —                | —          | —          |           |       |
| Sholpan Kozhakhmetova | 20 km marcha atlética | —            | —            | —                | —                | —          | —          |           |       |
| Marina Maslenko       | 400 m                 |              |              | —                | —                |            |            |           |       |
| Margarita Matsko      | 800 m                 |              |              | —                | —                |            |            |           |       |
| Anastassiya Pilipenko | 100 m com barreiras   |              |              |                  |                  |            |            |           |       |
| Anastasiya Soprunova  | 100 m com barreiras   |              |              |                  |                  |            |            |           |       |
| Viktoriya Zyabkina    | 200 m                 |              |              |                  |                  |            |            |           |       |

Provas de Campo
| Atleta           | Evento            | Qualificação | Qualificação | Final     | Final   |
| Atleta           | Evento            | Distância    | Posição      | Distância | Posição |
| ---------------- | ----------------- | ------------ | ------------ | --------- | ------- |
| Marina Aitova    | Salto em altura   |              |              |           |         |
| Irina Ektova     | Salto triplo      |              |              |           |         |
| Alexandra Fisher | Arremesso do peso |              |              |           |         |
| Olga Rypakova    | Salto triplo      |              |              |           |         |

Provas combinadas – Heptatlo
| Atleta        | Evento    | 100H | HJ | SP | 200 m | LJ | JT | 800 m | Final | Pos. |
| ------------- | --------- | ---- | -- | -- | ----- | -- | -- | ----- | ----- | ---- |
| Irina Karpova | Resultado |      |    |    |       |    |    |       |       |      |
| Irina Karpova | Pontos    |      |    |    |       |    |    |       |       |      |

### Canoagem slalom
Masculino
| Atleta            | Evento | Preliminar | Preliminar | Preliminar | Preliminar | Semifinais  | Semifinais  | Final       | Final       |
| Atleta            | Evento | Descida 1  | Descida 2  | Total      | Posição    | Tempo       | Posição     | Tempo       | Posição     |
| ----------------- | ------ | ---------- | ---------- | ---------- | ---------- | ----------- | ----------- | ----------- | ----------- |
| Rafail Vergoyazov | C-1    | 125s49     | 225s23     | 125s49     | 17º        | Não avançou | Não avançou | Não avançou | Não avançou |

### Halterofilismo
Masculino
| Atleta             | Evento | Arranque (kg) | Arremesso (kg) | Total (kg) | Posição         |
| ------------------ | ------ | ------------- | -------------- | ---------- | --------------- |
| Kirill Pavlov      | -77kg  | 147,0         | 175,0          | 322,0      | 9º              |
| Ilya Ilin          | -94kg  | 185,0         | 233,0          | 418,0      | Medalha de ouro |
| Almas Uteshov      | -94kg  | 175,0         | 220,0          | 395,0      | 7º              |
| Alexandr Zaichikov | -105kg | 155,0         | 205,0          | 360,0      | 12º             |

Feminino
| Atleta               | Evento | Arranque (kg) | Arremesso (kg) | Total (kg) | Posição         |
| -------------------- | ------ | ------------- | -------------- | ---------- | --------------- |
| Zulfiya Chinshanlo   | -53kg  | 95,0          | 131,0          | 226,0      | Medalha de ouro |
| Maiya Maneza         | -63kg  | 110,0         | 135,0          | 245,0      | Medalha de ouro |
| Anna Nurmukhambetova | -69kg  | 115,0         | 136,0          | 251,0      | 5º              |
| Svetlana Podobedova  | -75kg  | 130,0         | 161,0          | 291,0      | Medalha de ouro |

### Lutas
O Cazaquistão conquistou nove vagas na Copa do Mundo de Lutas de 2011, realizada em Istanbul, na Turquia, do dia 12 ao dia 18 de setembro de 2011.
- Categoria de peso -55 kg, na luta livre masculina;
- Categoria de peso -60 kg, na luta livre masculina;
- Categoria de peso -74 kg, na luta livre masculina;
- Categoria de peso -96 kg, na luta livre masculina;
- Categoria de peso -60 kg, na luta greco-romana masculina;
- Categoria de peso -74 kg, na luta greco-romana masculina;
- Categoria de peso -120 kg, na luta greco-romana masculina;
- Categoria de peso -48 kg, na luta livre feminina;
- Categoria de peso -72 kg, na luta livre feminina.

### Natação
Feminino
| Atletas            | Evento       | Eliminatórias | Eliminatórias | Semifinal   | Semifinal   | Final       | Final       |
| Atletas            | Evento       | Tempo         | Posição       | Tempo       | Posição     | Tempo       | Posição     |
| ------------------ | ------------ | ------------- | ------------- | ----------- | ----------- | ----------- | ----------- |
| Yekaterina Rudenko | 100 m costas | 1min03s64     | 38º           | Não avançou | Não avançou | Não avançou | Não avançou |

### Remo
Masculino
| Equipe             | Evento        | Eliminatórias | Eliminatórias | Repescagem | Repescagem | Quartas | Quartas | Semifinal | Semifinal | Final   | Final                |
| Equipe             | Evento        | Tempo         | Posição       | Tempo      | Posição    | Tempo   | Posição | Tempo     | Posição   | Tempo   | Posição (Pos. final) |
| ------------------ | ------------- | ------------- | ------------- | ---------- | ---------- | ------- | ------- | --------- | --------- | ------- | -------------------- |
| Vladislav Yakovlev | Skiff simples | 7m16s34       | 5º R          | 7m22s00    | 4º S E/F   | BYE     | BYE     | 7m33s29   | 2º FE     | 7m36s14 | 4º (28º)             |

### Tiro
Masculino
| Atleta               | Evento                | Qualificação | Qualificação | Final       | Final       | Posição |
| Atleta               | Evento                | Placar       | Posição      | Placar      | Total       | Posição |
| -------------------- | --------------------- | ------------ | ------------ | ----------- | ----------- | ------- |
| Vyacheslav Podlesnyy | Pistola de ar de 10 m | 565          | 40º          | Não avançou | Não avançou | 40º     |
| Vyacheslav Podlesnyy | Pistola livre 50 m    | 540          | 34º          | Não avançou | Não avançou | 34º     |

### Tiro com arco(2 atletas)
| Atleta              | Prova                | Rodada de classificação | Rodada de classificação | Ronda dos 64                                | Ronda dos 32                            | Ronda dos 16           | Quartos-finais         | Semifinais             | Final                  | Final       |
| Atleta              | Prova                | Placar                  | Pos.                    | Adversário e resultado                      | Adversário e resultado                  | Adversário e resultado | Adversário e resultado | Adversário e resultado | Adversário e resultado | Pos.        |
| ------------------- | -------------------- | ----------------------- | ----------------------- | ------------------------------------------- | --------------------------------------- | ---------------------- | ---------------------- | ---------------------- | ---------------------- | ----------- |
| Denis Gankin        | Individual masculino | 670                     | 17º                     | MAS H. Kamaruddin V 0-2, 2-0, 2-0, 0-2, 2-0 | NED R. van der Ven D 0-2, 1-1, 0-2, 0-2 | Não avançou            | Não avançou            | Não avançou            | Não avançou            | Não avançou |
| Anastassiya Bannova | Individual feminino  | 614                     | 54º                     | MEX A. Román D 0-2, 0-2, 2-0, 0-2           | Não avançou                             | Não avançou            | Não avançou            | Não avançou            | Não avançou            | Não avançou |